# 48807 Такахата
48807 Такахата (48807 Takahata) — астероїд головного поясу, відкритий 22 жовтня 1997 року.
Тіссеранів параметр щодо Юпітера — 3,212.
Названо на честь міста Такахата (яп. たかはた(高畠) такахата).